# Divin chauve
« Le divin chauve » est un surnom donné à plusieurs grands sportifs au cours de leur carrière ; il fait évidemment référence au talent et à l'alopécie de la personne. 
Il a été donné en particulier à :
- Fabien Barthez, footballeur français ;
- Vincent Bessat, footballeur français ;
- Renaud Cohade, footballeur français ;
- Cris, footballeur brésilien ;
- Alfredo Di Stéfano, footballeur argentin ;
- Slađan Đukić, footballeur serbe ;
- Evan Fournier, basketteur français, évoluant à l'Olympiakos ;
- El Gallo, matador espagnol ;
- Christophe Jallet, footballeur français ;
- Michael Jordan, basketteur américain, évoluant en NBA ;
- Ivan Ljubičić, joueur de tennis croate ;
- Thimoté Ricci, joueur de Curling Français
- Harold Mrazek, basketteur suisse ;
- Benjamin Nivet, footballeur français ;
- Marco Pantani, cycliste italien ;
- Jonjo Shelvey, footballeur anglais ;
- Kelly Slater, surfeur américain ;
- Zinédine Zidane, footballeur français ;
- Nicolas Pallois, footballeur français ;
- Alexander Volkanovski, combattant de MMA australien ;
- Maxime Lucu, rugbyman basque ;
- Matteo Bernard, culturiste français ;
- Adrian Mannarino, tennisman français;